# Klubowe Mistrzostwa Świata w piłce siatkowej mężczyzn 2019
Klubowe Mistrzostwa Świata w piłce siatkowej mężczyzn 2019 (oficjalna nazwa 2019 FIVB Men’s Volleyball Club World Championship) – 15. turniej o tytuł klubowego mistrza świata, który odbył się w dniach 3–8 grudnia 2019 w Betim, Brazylia, po raz piąty w historii.

## System rozgrywek[2]
Turniej składa się z dwóch rund, w trakcie których rozegrane zostanie 10 meczów.
W fazie grupowej stworzono jedną grupę (A) z 4 zespołami. Rywalizacja w grupie odbywa się systemem kołowym. Do fazy pucharowej awansują 4 drużyny z grupy. Zespoły zajmujące w grupie miejsce 1 i 4, 2 i 3 grają ze sobą półfinale.
W fazie finałowej odbędą się półfinały, mecz o 3. miejsce i finał. Pary półfinałowe zostaną stworzone według wzoru:
A1 – A4
A2 – A3.
Przegrani półfinałów zagrają o 3. miejsce, natomiast wygrani zmierzą się w finale. Zwycięzca meczu finałowego zostanie klubowym mistrzem świata.

## Obiekt[3]
| Grupa A, Faza finałowa             |
| ---------------------------------- |
| Betim                              |
| Ginasio Poliesportivo Divino Braga |
| Pojemność: 6000                    |
|                                    |

## Drużyny uczestniczące[4]
| Drużyna                | Sposób awansu                                      |
| ---------------------- | -------------------------------------------------- |
| Sada Cruzeiro          | Gospodarz, Klubowy Mistrz Ameryki Południowej 2019 |
| Cucine Lube Civitanova | Zwycięzca Ligi Mistrzów 2018/2019                  |
| Zenit Kazań            | Finalista Ligi Mistrzów 2018/2019                  |
| Ar-Rajjan              | Brązowy medalista Klubowych Mistrzostw Azji 2019   |

## Rozgrywki

### Faza grupowa

#### Tabela
| Lp. | Drużyna                | Mecze | Mecze   | Mecze   | Pkt | Sety | Sety | Sety  | Małe punkty | Małe punkty | Małe punkty |
| Lp. | Drużyna                | M     | W (3:2) | P (2:3) | Pkt | wyg. | prz. | ratio | zdob.       | str.        | ratio       |
| --- | ---------------------- | ----- | ------- | ------- | --- | ---- | ---- | ----- | ----------- | ----------- | ----------- |
| 1   | Cucine Lube Civitanova | 3     | 2 (0)   | 1 (1)   | 7   | 8    | 3    | 2.667 | 247         | 213         | 1.160       |
| 2   | Sada Cruzeiro          | 3     | 2 (0)   | 1 (0)   | 6   | 6    | 3    | 2.000 | 216         | 195         | 1.108       |
| 3   | Zenit Kazań            | 3     | 2 (1)   | 1 (0)   | 5   | 6    | 6    | 1.000 | 258         | 256         | 1.008       |
| 4   | Ar-Rajjan              | 3     | 0 (0)   | 3 (0)   | 0   | 1    | 9    | 0.111 | 189         | 246         | 0.768       |

Źródło: FIVB
Punktacja: 3:0 i 3:1 – 3 pkt; 3:2 – 2 pkt; 2:3 – 1 pkt; 1:3 i 0:3 – 0 pkt
Zasady ustalania kolejności: 1. liczba zwycięstw, 2. liczba punktów, 3. stosunek setów, 4. stosunek małych punktów, 5. bilans w bezpośrednich meczach

#### Wyniki spotkań
- Wszystkie godziny według strefy czasowej UTC-03:00.

| Data       | Godz. | Drużyna 1              | Wynik | Drużyna 2              | 1     | 2     | 3     | 4     | 5     | Widzów | * |
| ---------- | ----- | ---------------------- | ----- | ---------------------- | ----- | ----- | ----- | ----- | ----- | ------ | - |
| 03.12.2019 | 18:00 | Cucine Lube Civitanova | 3:0   | Ar-Rajjan              | 25:16 | 25:18 | 25:13 |       |       | 1059   | 1 |
| 03.12.2019 | 20:30 | Sada Cruzeiro          | 3:0   | Zenit Kazań            | 25:20 | 25:20 | 25:22 |       |       | 3236   | 2 |
|            |       |                        |       |                        |       |       |       |       |       |        |   |
| 04.12.2019 | 18:00 | Zenit Kazań            | 3:1   | Ar-Rajjan              | 21:25 | 25:20 | 25:23 | 25:21 |       | 3017   | 3 |
| 04.12.2019 | 20:30 | Sada Cruzeiro          | 0:3   | Cucine Lube Civitanova | 23:25 | 28:30 | 15:25 |       |       | 4200   | 4 |
|            |       |                        |       |                        |       |       |       |       |       |        |   |
| 05.12.2019 | 18:00 | Cucine Lube Civitanova | 2:3   | Zenit Kazań            | 25:12 | 25:23 | 12:25 | 20:25 | 10:15 | 1750   | 5 |
| 05.12.2019 | 20:30 | Sada Cruzeiro          | 3:0   | Ar-Rajjan              | 25:20 | 25:16 | 25:17 |       |       | 1923   | 6 |

### Faza finałowa
|  |                        |                        |                        |                        |   |               |               |       |
|  | Półfinały              | Półfinały              | Półfinały              |                        |   | Finał         | Finał         | Finał |
|  | Półfinały              | Półfinały              | Półfinały              |                        |   | Finał         | Finał         | Finał |
|  | 07.12                  |                        |                        |                        |   |               |               |       |
|  |                        |                        |                        |                        |   |               |               |       |
|  | Sada Cruzeiro          | Sada Cruzeiro          | 3                      |                        |   |               |               |       |
|  | Sada Cruzeiro          | Sada Cruzeiro          | 3                      | 08.12                  |   |               |               |       |
|  | Zenit Kazań            | Zenit Kazań            | 0                      |                        |   |               |               |       |
|  | Zenit Kazań            | Zenit Kazań            | 0                      |                        |   | Sada Cruzeiro | Sada Cruzeiro | 1     |
|  | 07.12                  |                        |                        |                        |   | Sada Cruzeiro | Sada Cruzeiro | 1     |
|  |                        |                        | Cucine Lube Civitanova | Cucine Lube Civitanova | 3 |               |               |       |
|  | Cucine Lube Civitanova | Cucine Lube Civitanova | Cucine Lube Civitanova | Cucine Lube Civitanova | 3 | 3             |               |       |
|  | Cucine Lube Civitanova | Cucine Lube Civitanova |                        |                        |   |               |               |       |
|  | Ar-Rajjan              | Ar-Rajjan              | 0                      |                        |   |               |               |       |
|  | Ar-Rajjan              | Ar-Rajjan              | 0                      | Mecz o 3. miejsce      |   |               |               |       |
|  |                        |                        |                        |                        |   |               |               |       |
|  | 08.12                  |                        |                        |                        |   |               |               |       |
|  |                        |                        |                        |                        |   |               |               |       |
|  | Zenit Kazań            | Zenit Kazań            | 3                      |                        |   |               |               |       |
|  | Zenit Kazań            | Zenit Kazań            | 3                      |                        |   |               |               |       |
|  | Ar-Rajjan              | Ar-Rajjan              | 0                      |                        |   |               |               |       |
|  | Ar-Rajjan              | Ar-Rajjan              | 0                      |                        |   |               |               |       |

- Wszystkie godziny według strefy czasowej UTC-03:00.

#### Półfinały
| Data       | Godz. | Drużyna 1              | Wynik | Drużyna 2   | 1     | 2     | 3     | 4 | 5 | Widzów | * |
| ---------- | ----- | ---------------------- | ----- | ----------- | ----- | ----- | ----- | - | - | ------ | - |
| 07.12.2019 | 14:00 | Sada Cruzeiro          | 3:0   | Zenit Kazań | 25:21 | 25:22 | 25:23 |   |   | 3225   | 7 |
| 07.12.2019 | 17:00 | Cucine Lube Civitanova | 3:0   | Ar-Rajjan   | 25:15 | 25:17 | 25:22 |   |   | 1275   | 8 |

#### Mecz o 3. miejsce
| Data       | Godz. | Drużyna 1   | Wynik | Drużyna 2 | 1     | 2     | 3     | 4 | 5 | Widzów | * |
| ---------- | ----- | ----------- | ----- | --------- | ----- | ----- | ----- | - | - | ------ | - |
| 08.12.2019 | 09:30 | Zenit Kazań | 3:0   | Ar-Rajjan | 25:21 | 25:18 | 25:17 |   |   | 1270   | 9 |

#### Finał
| Data       | Godz. | Drużyna 1     | Wynik | Drużyna 2              | 1     | 2     | 3     | 4     | 5 | Widzów | *  |
| ---------- | ----- | ------------- | ----- | ---------------------- | ----- | ----- | ----- | ----- | - | ------ | -- |
| 08.12.2019 | 12:30 | Sada Cruzeiro | 1:3   | Cucine Lube Civitanova | 23:25 | 25:19 | 29:31 | 21:25 |   | 4000   | 10 |

## Nagrody indywidualne
| Bruno Rezende→ Joandry Leal                        | Evandro Guerra | Artiom Wolwicz Roberlandy Simón Aties | Osmany Juantorena Facundo Conte | Fabio Balaso | Bruno Rezende |
| • Bruno Rezende przekazał nagrodę MVP Joandry Leal |                |                                       |                                 |              |               |

## Klasyfikacja końcowa
| Miejsce | Drużyna                |
| ------- | ---------------------- |
| złoto   | Cucine Lube Civitanova |
| srebro  | Sada Cruzeiro          |
| brąz    | Zenit Kazań            |
| 4.      | Ar-Rajjan              |